# Festa tradicional d'interès nacional
La Generalitat de Catalunya, a través del Catàleg del Patrimoni Festiu, reserva la denominació de festa tradicional d'interès nacional a les celebracions recuperades, reconstruïdes o de nova creació, sempre a partir d'uns antecedents transmesos de generació en generació i amb una trajectòria mínima de 25 anys de celebracions ininterrompudes, que hagin assolit caràcter identitari en les comunitats que sustenten les festes i que tinguin una projecció nacional.

## Festes declarades Festa tradicional d'interès nacional
- L'Aplec del Cargol de Lleida (2002)
- La Festa dels Raiers de la Pobla de Segur i el Pont de Claverol (2002)
- La Festa de l'Arbre i Ball del Cornut de Cornellà de Terri (1999)
- La Festa de les Enramades d'Arbúcies (1999)
- La Festa de les Enramades de Sallent (1999)
- La Festa dels Traginers de Balsareny (1999)
- La Festa Major de Castellterçol, amb la Dansa i el Ball del Ciri (1985)
- La Festa Major de Gràcia (1997)
- La Festa Major de Les Santes de Mataró (2010)
- La Festa Major de Sant Bartomeu de Sitges (1991)
- La Fira de la Candelera de Molins de Rei (2003)
- La Passió d'Esparreguera (1983)
- La Passió d'Olesa de Montserrat (1983)
- El Divendres Sant de la Selva del Camp (2010)
- Les Festes Quinquennals d'Alcanar (2010)
- Les Festes Quinquennals d'Ulldecona (2010)
- La Festa major de la Mare de Déu de la Riera de les Borges del Camp (2010)
- Els Tres Tombs d'Igualada (2010)
- La Festa dels Tonis de Santa Eugènia de Berga (2010)
- La Festa dels Tonis de Taradell (2010)
- L'Encamisada de Falset (2010)
- Els Tres Tombs de Sant Antoni Abat de Valls (2010)

Reclassificades com a Festes patrimonials d'interès nacional des del 2009:
- La Patum de Berga (1983, reclassificada el 2009)
- La Festa del Pi de Centelles (1987, reclassificada el 2010)
- Les Festes Decennals de la Mare de Déu de la Candela de Valls (1991, reclassificada el 2010)
- La festa de les Falles d'Isil (1991, reclassificada el 2010)
- La Festa Major de Sant Pere de Reus (2001, reclassificada el 2010)
- Les Festes de Santa Tecla de Tarragona (1996, reclassificada el 2010)
- La Processó del Sant Enterrament de Tarragona (1999, reclassificada el 2010)
- La Processó i la Dansa de la Mort de Verges (1983, reclassificada el 2010)
- Les Festes de la Mare de Déu del Tura d'Olot (1996, reclassificada el 2010)
- La Festa Major i el Ball de Cavallets, Gegants i Mulassa de Sant Feliu de Pallerols (1999, reclassificada el 2010)
- El Via Crucis vivent de Sant Hilari Sacalm (1999, reclassificada el 2010)
- El Ball del Sant Crist de Salomó (1999, reclassificada el 2010)
- El Carnaval de Vilanova i la Geltrú (1985, reclassificada el 2010)
- La Festa Major de Sant Fèlix de Vilafranca del Penedès (1991, reclassificada el 2010)